# Charaxes picta
Charaxes picta är en fjärilsart som beskrevs av Rothschild 1900. Charaxes picta ingår i släktet Charaxes och familjen praktfjärilar. Inga underarter finns listade i Catalogue of Life.